# 伪造品

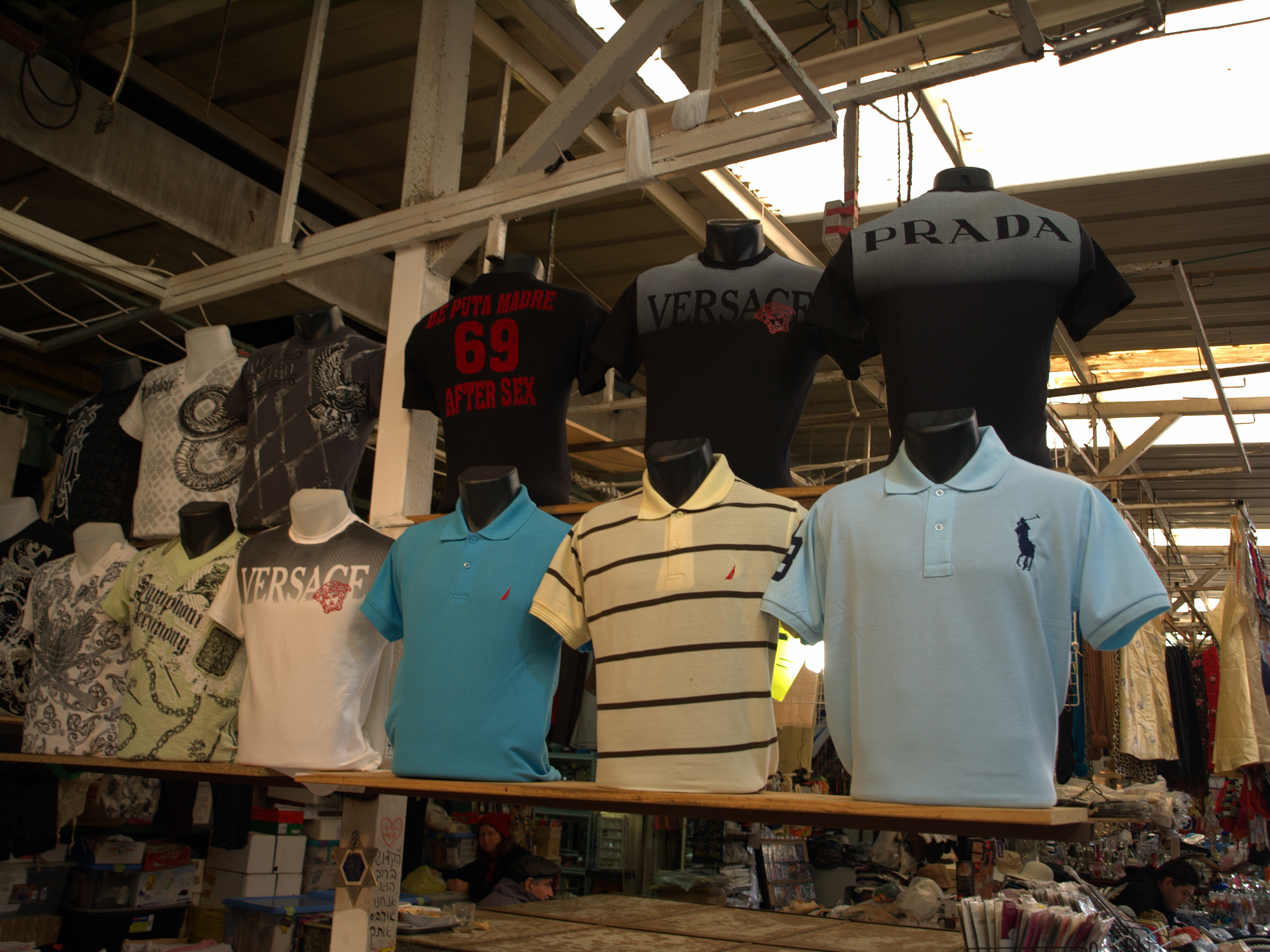
跳蚤市場上的赝品T恤

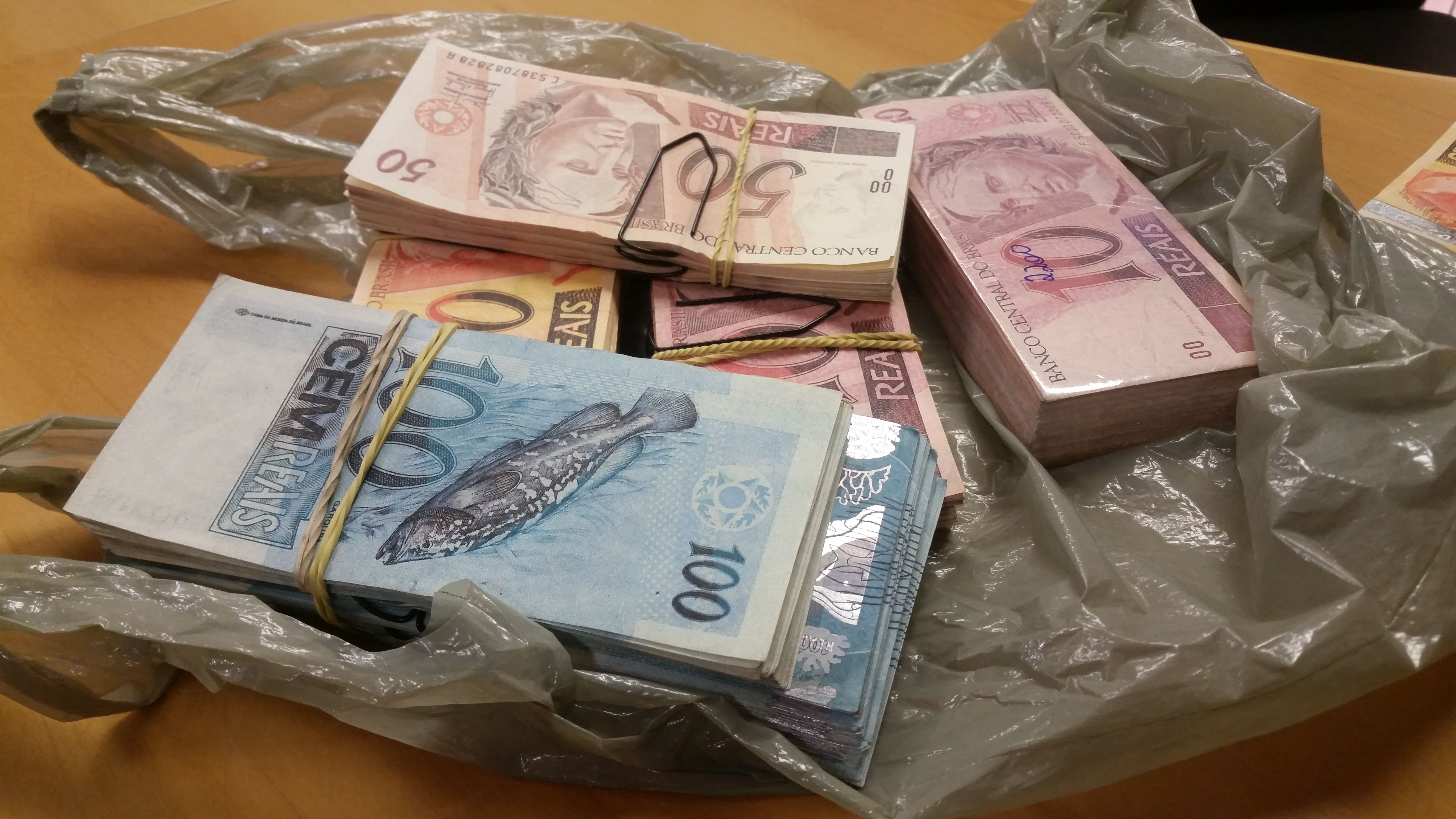
巴西雷亚尔假钞

伪造品是指伪造或未经授权的复制品，例如货币、文件、名牌产品或其他贵重物品。伪造品通常制造得与真品极为相似，以欺骗他人相信其为真品 。